# Cathédrale de Badajoz
La cathédrale Saint-Jean-Baptiste est la cathédrale catholique de la ville de Badajoz, dans la communauté autonome d'Estremadure en Espagne. Depuis 1994, elle partage le siège de l'archidiocèse de Mérida-Badajoz avec la co-cathédrale de Mérida.

## Histoire
Après la conquête de Badajoz par Alphonse IX de León, la mosquée de la ville, située dans l'Alcazaba est transformée en cathédrale.
Une nouvelle cathédrale est commencée au milieu du XIIIe siècle. Le site choisi est celui du Campo de San Juan, situé en dehors de la citadelle.
La cathédrale est consacrée en 1270 et dédiée à saint Jean-Baptiste. Les travaux ont continué jusqu'au XVe siècle avec quelques réaménagements jusqu'au XVIIe siècle.
Elle est déclarée monument national en 1931. En 1994, Jean-Paul II créé l'archidiocèse et fait de l'édifice une cathédrale métropolitaine.

## Description
En raison de sa position en dehors de la citadelle, l'église a une apparence de forteresse, avec des murs solides et des bastions, et une robuste tour carrée. Celle-ci mesure 11 mètres de chaque côté et 14 de hauteur, et elle se compose de quatre sections, la supérieure abritant les cloches. Le design original comprenait deux de ces tours.
L'église elle-même a une façade principale rectangulaire simple avec un portail en marbre, construit en 1619. Le portail est flanqué de deux colonnes ioniques et surmonté d'une niche avec une statue de saint Jean Baptiste. Le portail de Saint-Blaise, du côté sud, est probablement le plus ancien : il est flanqué de deux pilastres et présente une petite image du saint auquel il est dédié. Tous les murs, ainsi que la tour, sont dotés de merlons gothiques. L'intérieur de la cathédrale est dans le style architectural gothique tardif, et possède une nef et deux bas-côtés, des chapelles latérales, un grand autel (avec un retable baroque hautement décoré) et un chœur avec des stalles plateresques et un orgue baroque.
Le cloître est de style manuélin portugais.

## Galerie

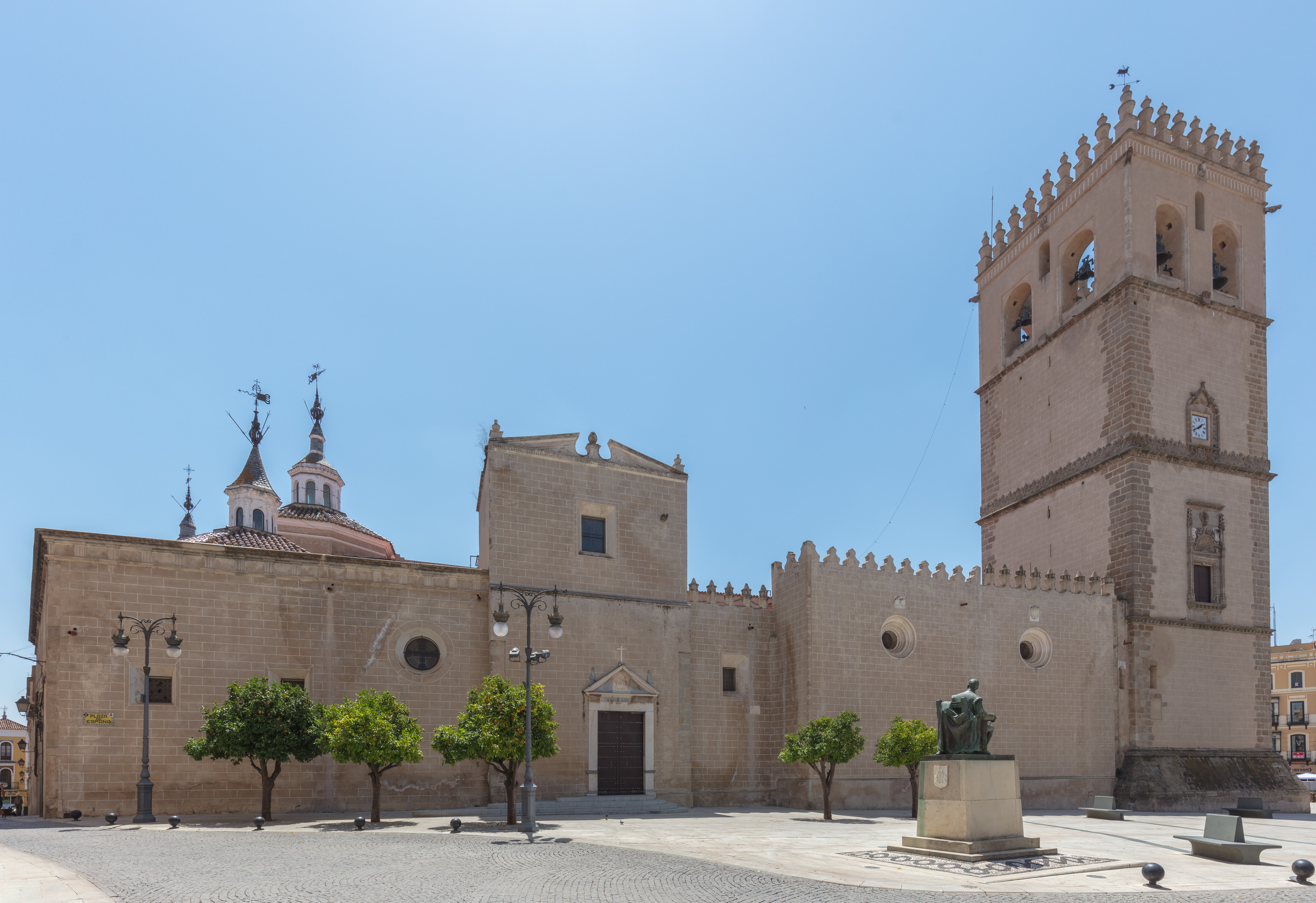
Façade latérale, plaza de España.
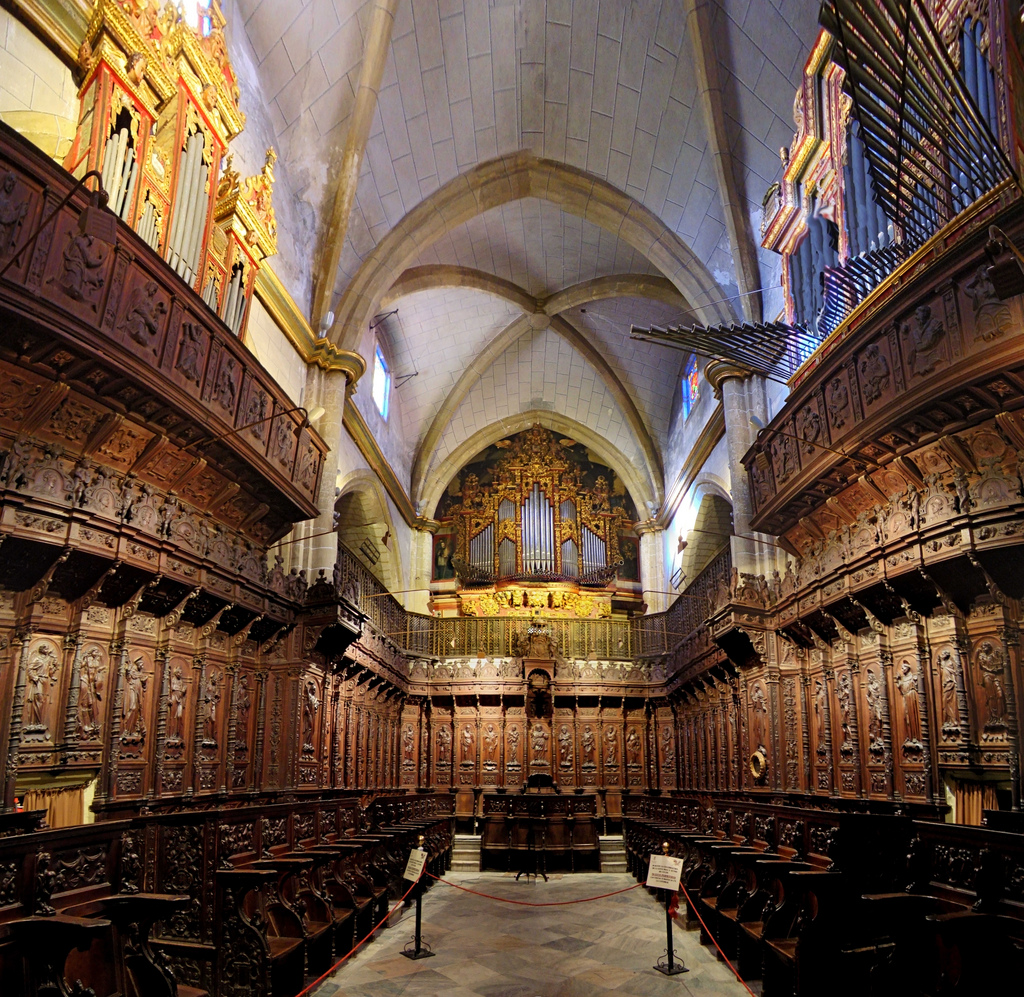
Le chœur et l'orgue.
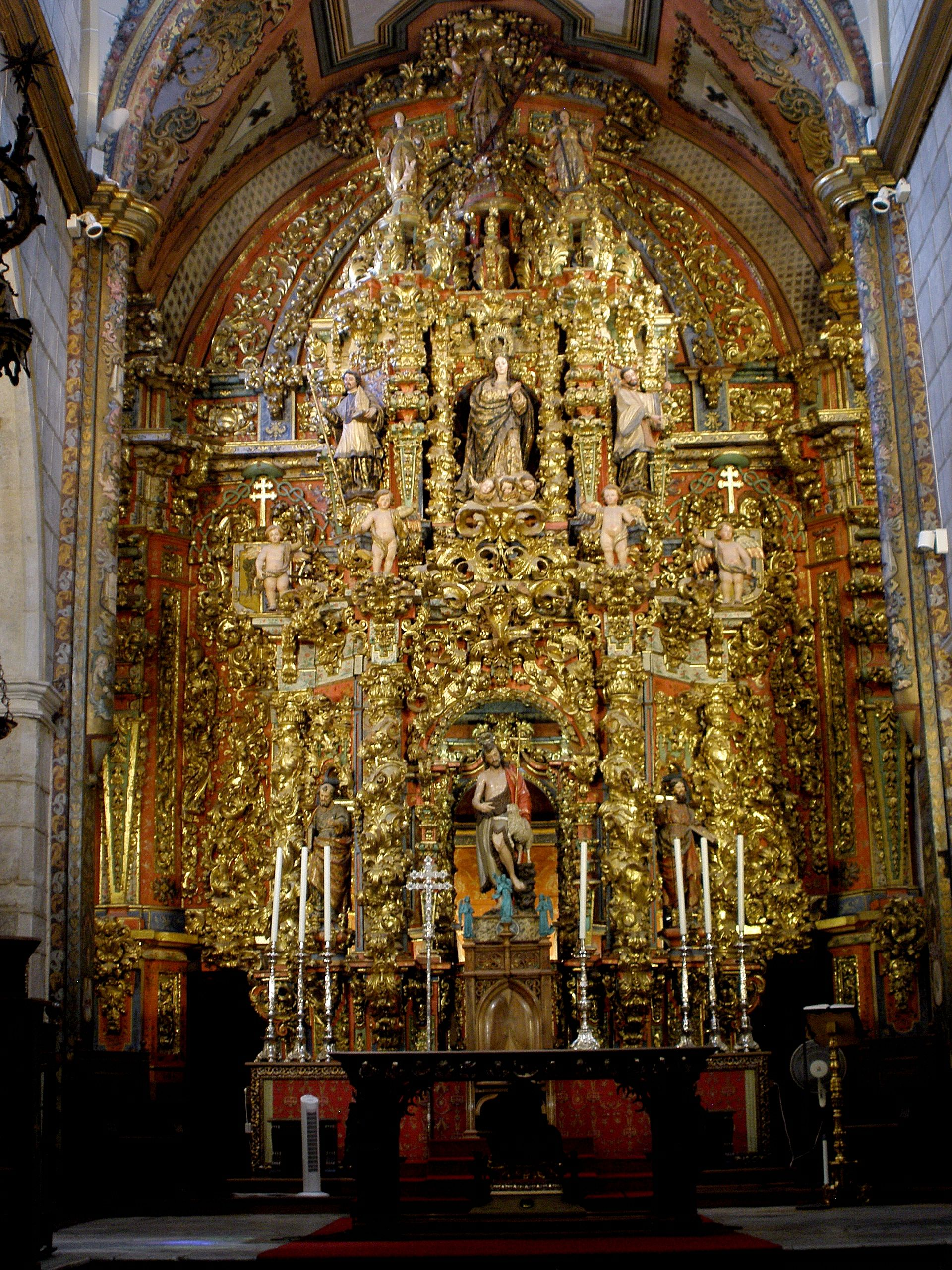
Le retable majeur.
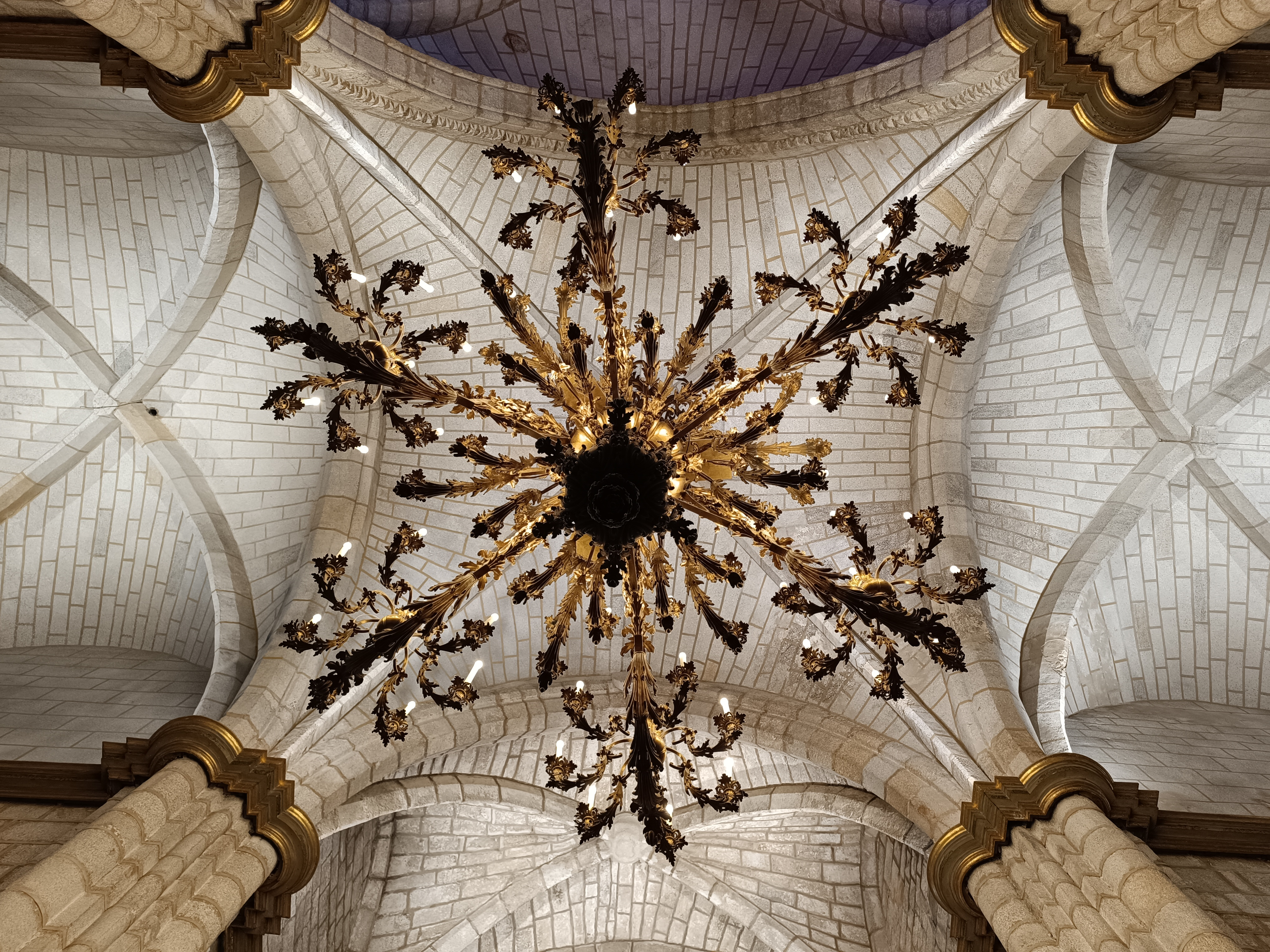
Lustre dans le transept.

## Source
- (en) Cet article est partiellement ou en totalité issu de l’article de Wikipédia en anglais intitulé « Badajoz Cathedral » (voir la liste des auteurs).